# Joan Colomar Escandell
Joan Colomar Escandell (Formentera 1865 - 1943), conegut com a Joan d'en Pep Pere, va ser batlle de Formentera del 1931 al 1935.

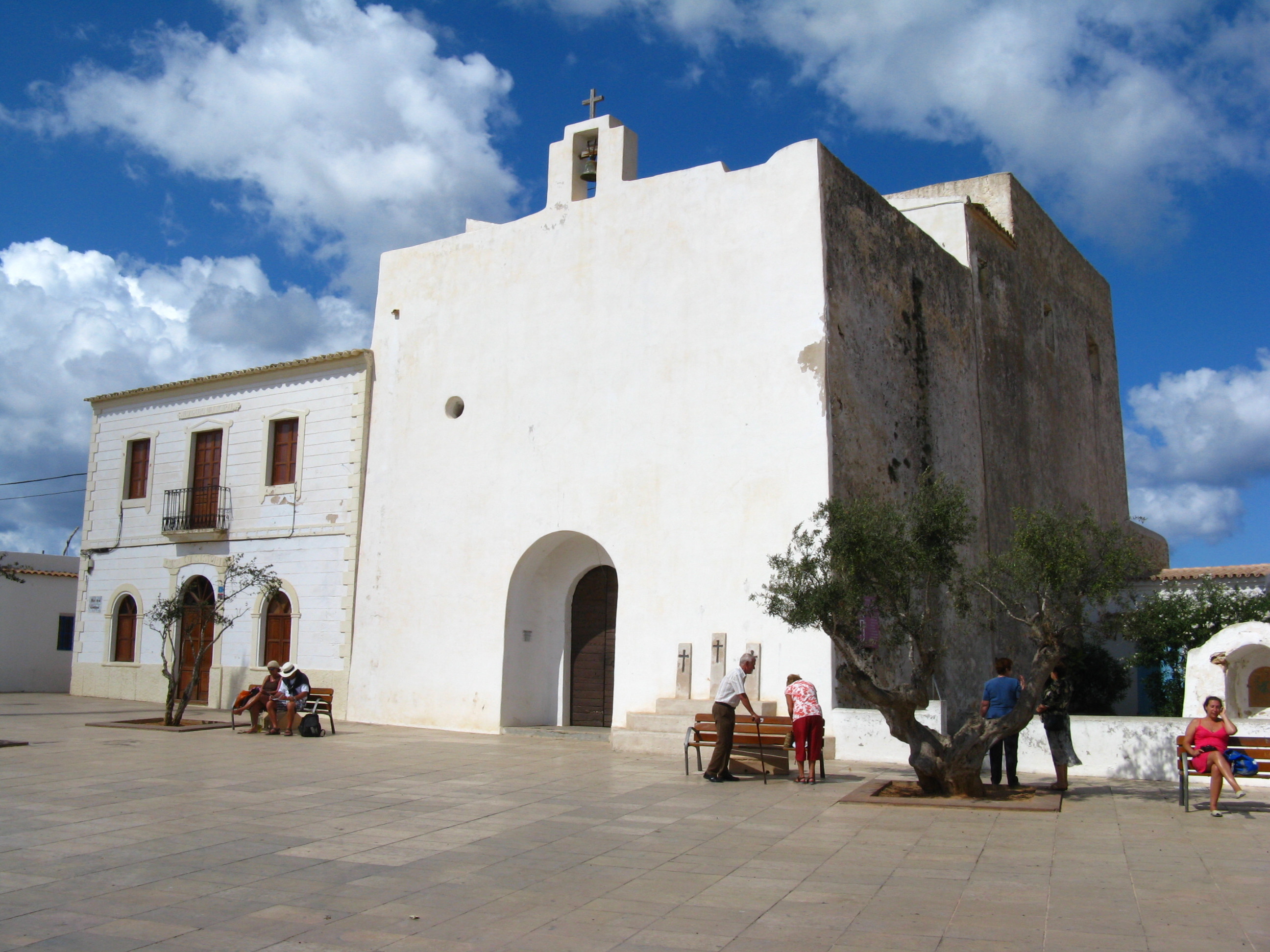
Ajuntament Vell i Església Sant Francesc, construïts durant el mandat de Joan Colomar

Emigrà de jove a Montevideo, on va fer de mariner. Retornà i es dedicà a pescar i a la feina de pagès. Va esdevenir cap de llista del cartel de la candidatura Aliança Republicana guanyadora a les eleccions municipals del 12 d'abril 1931. Resultà elegit batle de l'illa amb 6 vots a favor, 3 abstencions i 2 en contra.
Durant el seu mandat aconseguí una gran popularitat per les diverses actuacions realitzades, encaminades a superar l'endarreriment en què estava immersa l'illa: un pla insular d'escoles, i la construcció de les Escoles de Sant Francesc (ses Escoles Velles), el pla d'urbanització de la Savina seguint el model ordenat i quadrangular de les eixamples, l'ampliació del port, la construcció del nou edifici de l'Ajuntament (ajuntament Vell), la caserna de la Guàrdia Civil (actual centre Gabrielet) i el cementeri nou de Sant Francesc
Per motius de salut va haver de deixar el seu càrrec a la batlia de l'illa l'any 1935.